# Europamästerskapen i friidrott 1990
Europamästerskapen i friidrott 1990 var de femtonde Europamästerskapen i friidrott. De genomfördes 26 augusti–2 september 1990 i Split i det dåvarande Jugoslavien.
Under tävlingarna noterades ett nytt världsrekord och därutöver ett europarekord.
Mästerskapet var det sista där friidrottare tävlade för Östtyskland, Sovjetunionen och Tjeckoslovakien i EM-sammanhang.

## Förkortningar
- WR = Världsrekord
- ER = Europarekord
- CR = Mästerskapsrekord

## Medaljörer, resultat

### Herrar
| Gren               | Guld                                                                            | Guld         | Silver                                                                    | Silver   | Brons                                                                 | Brons    |
| 100 meter          | Linford Christie Storbritannien                                                 | 10,00 (CR)   | Daniel Sangouma Frankrike                                                 | 10,04    | John Regis Storbritannien                                             | 10,07    |
| 200 meter          | John Regis Storbritannien                                                       | 20,11 (CR)   | Jean-Charles Trouabal Frankrike                                           | 20,31    | Linford Christie Storbritannien                                       | 20,33    |
| 400 meter          | Roger Black Storbritannien                                                      | 45,08        | Thomas Schönlebe Östtyskland                                              | 45,13    | Jens Carlowitz Östtyskland                                            | 45,27    |
| 800 meter          | Tom McKean Storbritannien                                                       | 1.44,76      | David Sharpe Storbritannien                                               | 1.45,59  | Piotr Piekarski Polen                                                 | 1.45,76  |
| 1 500 meter        | Jens-Peter Herold Östtyskland                                                   | 3.38,35      | Gennaro de Napoli Italien                                                 | 3.38,60  | Mario Silva Portugal                                                  | 3.38,73  |
| 5 000 meter        | Salvatore Antibo Italien                                                        | 13.22,00     | Gary Staines Storbritannien                                               | 13.22,45 | Sławomir Majusiak Polen                                               | 13.22,92 |
| 10 000 meter       | Salvatore Antibo Italien                                                        | 27.41,27     | Are Nakkim Norge                                                          | 28.04,04 | Stefano Mei Italien                                                   | 28.04,46 |
| Maraton            | Gelindo Bordin Italien                                                          | 2:14.02      | Giovanni Poli Italien                                                     | 2:14.55  | Dominique Chauvelier Frankrike                                        | 2:15.20  |
| 110 meter häck     | Colin Jackson Storbritannien                                                    | 13,18 (CR)   | Tony Jarrett Storbritannien                                               | 13,21    | Dietmar Koszewski Västtyskland                                        | 13,50    |
| 400 meter häck     | Kriss Akabusi Storbritannien                                                    | 47,92        | Sven Nylander Sverige                                                     | 48,43    | Niklas Wallenlind Sverige                                             | 48,52    |
| 3 000 meter hinder | Francesco Panetta Italien                                                       | 8.12,66 (CR) | Mark Rowland Storbritannien                                               | 8.13,27  | Alessandro Lambruschini Italien                                       | 8.15,82  |
| 4 x 100 meter      | Frankrike: Max Morinière Daniel Sangouma Jean-Charles Trouabal Bruno Marie-Rose | 37,79 (WR)   | Storbritannien: Darren Braithwait John Regis Marcus Adam Linford Christie | 37,98    | Italien: Mario Longo Ezio Madonia Sandro Floris Stefano Tilli         | 38,39    |
| 4 x 400 meter      | Storbritannien: Paul Sanders Kriss Akabusi John Regis Roger Black               | 2.58,22 (ER) | Västtyskland: Klaus Just Edgar Itt Carsten Köhrbrück Norbert Dobeleit     | 3.00,64  | Östtyskland: Rico Lieder Karsten Just Thomas Schönlebe Jens Carlowitz | 3.01,51  |
| 20 km gång         | Pavol Blažek Tjeckoslovakien                                                    | 1:22.05      | Daniel Plaza Spanien                                                      | 1:22.22  | Thierry Toutain Frankrike                                             | 1:23.22  |
| 50 km gång         | Andrej Perlov Sovjetunionen                                                     | 3:54.36      | Bernd Gummelt Östtyskland                                                 | 3:56.33  | Hartwig Gauder Östtyskland                                            | 4:00.48  |
| Höjdhopp           | Dragutin Topić Jugoslavien                                                      | 2,34 (CR)    | Aleksej Jemelin Sovjetunionen                                             | 2,34     | Georgi Dakov Bulgarien                                                | 2,34     |
| Längdhopp          | Dietmar Haaf Västtyskland                                                       | 8,25         | Ángel Hernández Spanien                                                   | 8,15     | Borut Bilač Jugoslavien                                               | 8,09     |
| Stavhopp           | Rodion Gataulin Sovjetunionen                                                   | 5,85 (CR)    | Grigorij Jegorov Sovjetunionen                                            | 5,75     | Hermann Fehringer Österrike                                           | 5,75     |
| Trestegshopp       | Leonid Volosjin Sovjetunionen                                                   | 17,74 (CR)   | Christo Markov Bulgarien                                                  | 17,43    | Igor Lapsjin Sovjetunionen                                            | 17,34    |
| Kulstötning        | Ulf Timmermann Östtyskland                                                      | 21,32        | Oliver-Sven Buder Östtyskland                                             | 21,01    | Georg Andersen Norge                                                  | 20,71    |
| Diskuskastning     | Jürgen Schult Östtyskland                                                       | 64,58        | Erik de Bruin Nederländerna                                               | 64,46    | Wolfgang Schmidt Västtyskland                                         | 64,10    |
| Släggkastning      | Igor Astapkovitj Sovjetunionen                                                  | 84,14        | Tibor Gécsek Ungern                                                       | 80,14    | Igor Nikulin Sovjetunionen                                            | 80,02    |
| Spjutkastning      | Steve Backley Storbritannien                                                    | 87,30 (CR)   | Viktor Zajtsev Sovjetunionen                                              | 83,30    | Patrik Bodén Sverige                                                  | 82,66    |
| Tiokamp            | Christian Plaziat Frankrike                                                     | 8 574        | Dezső Szabó Ungern                                                        | 8 436    | Christian Schenk Östtyskland                                          | 8 433    |

### Damer
| Gren           | Guld                                                                             | Guld       | Silver                                                                                | Silver   | Brons                                                                        | Brons    |
| 100 meter      | Katrin Krabbe Östtyskland                                                        | 10,89 (CR) | Silke Gladisch-Möller Östtyskland                                                     | 11,10    | Kerstin Behrendt Östtyskland                                                 | 11,17    |
| 200 meter      | Katrin Krabbe Östtyskland                                                        | 21,95      | Heike Drechsler Östtyskland                                                           | 22,19    | Galina Maltjugina Sovjetunionen                                              | 22,23    |
| 400 meter      | Grit Breuer Östtyskland                                                          | 49,50      | Petra Müller-Schersing Östtyskland                                                    | 50,51    | Marie-José Pérec Frankrike                                                   | 50,84    |
| 800 meter      | Sigrun Wodars Östtyskland                                                        | 1.55,87    | Christine Wachtel Östtyskland                                                         | 1.56,11  | Lilia Nurutdinova Sovjetunionen                                              | 1.57,39  |
| 1 500 meter    | Snezana Pajkić Jugoslavien                                                       | 4.08,12    | Ellen Kiessling Östtyskland                                                           | 4.08,67  | Sandra Gasser Schweiz                                                        | 4.08,89  |
| 3 000 meter    | Yvonne Murray Storbritannien                                                     | 8.43,06    | Jelena Romanova Sovjetunionen                                                         | 8.43,68  | Roberta Brunet Italien                                                       | 8.46,19  |
| 10 000 meter   | Jelena Romanova Sovjetunionen                                                    | 31.46,83   | Kathrin Ullrich Östtyskland                                                           | 31.47,70 | Anette Sergent Frankrike                                                     | 31.51,68 |
| Maraton        | Rosa Mota Portugal                                                               | 2:31.27    | Valentina Jegorova Sovjetunionen                                                      | 2:31.32  | Maria Rebello Lelut Frankrike                                                | 2:35.51  |
| 100 meter häck | Monique Ewanje-Epée Frankrike                                                    | 12,79      | Gloria Siebert Östtyskland                                                            | 12,91    | Lidia Jurkova Sovjetunionen                                                  | 12,92    |
| 400 meter häck | Tatjana Ledovskaja Sovjetunionen                                                 | 53,62      | Anita Protti Schweiz                                                                  | 54,36    | Monica Westén Sverige                                                        | 55,45    |
| 4 x 100 meter  | Östtyskland: Silke Gladisch-Möller Katrin Krabbe Kerstin Behrendt Sabine Günther | 41,68 (CR) | Västtyskland: Gabi Lippe Ulrike Sarvari Andrea Thomas Silke Knoll                     | 43,09    | Storbritannien: Stephanie Douglas Beverly Kinch Simone Jakobs Paula Thomas   | 43,32    |
| 4 x 400 meter  | Östtyskland: Manuela Derr Anette Hesselbarth Petra Müller-Schersing Grit Breuer  | 3.21,02    | Sovjetunionen: Jelena Vinogradova Ludmila Dzjigalova Jelena Rusina Tatjana Ledovskaja | 3.23,34  | Storbritannien: Sally Gunnell Jennifer Stoute Patricia Beckford Linda Keough | 3.24,78  |
| 10 km gång     | Annarita Sidoti Italien                                                          | 44.00 (CR) | Olga Kardopoltseva Sovjetunionen                                                      | 44.06    | Ileana Salvador Italien                                                      | 44.38    |
| Höjdhopp       | Heike Henkel Västtyskland                                                        | 1,99       | Biljana Petrović Jugoslavien                                                          | 1,96     | Jelena Jelesina Sovjetunionen                                                | 1,96     |
| Längdhopp      | Heike Drechsler Östtyskland                                                      | 7,30 (CR)  | Marieta Ilcu Rumänien                                                                 | 7,02     | Helga Radtke Östtyskland                                                     | 6,94     |
| Kulstötning    | Astrid Kumbernuss Östtyskland                                                    | 20,38      | Natalja Lisovskaja Sovjetunionen                                                      | 20,06    | Kathrin Neimke Östtyskland                                                   | 19,96    |
| Diskuskastning | Ilke Wyludda Östtyskland                                                         | 68,46      | Olga Burova Sovjetunionen                                                             | 66,72    | Martina Hellmann Östtyskland                                                 | 66,66    |
| Spjutkastning  | Päivi Alafrantti Finland                                                         | 67,68      | Karen Forkel Östtyskland                                                              | 67,56    | Petra Felke Östtyskland                                                      | 66,56    |
| Sjukamp        | Sabine Braun Västtyskland                                                        | 6 688      | Heike Tischler Östtyskland                                                            | 6 572    | Peggy Beer Östtyskland                                                       | 6 531    |

## Medaljfördelning
| Medaljfördelning |                 |      |        |       |        |
| Plats            | Land            | Guld | Silver | Brons | Totalt |
| 1                | Östtyskland     | 13   | 12     | 11    | 36     |
| 2                | Storbritannien  | 9    | 5      | 4     | 18     |
| 3                | Sovjetunionen   | 6    | 9      | 6     | 21     |
| 4                | Italien         | 5    | 2      | 5     | 12     |
| 5                | Frankrike       | 3    | 2      | 5     | 10     |
| 6                | Västtyskland    | 2    | 2      | 1     | 5      |
| 7                | Jugoslavien     | 2    | 1      | -     | 3      |
| 8                | Portugal        | 1    | -      | 1     | 2      |
| 9                | Finland         | 1    | -      | -     | 1      |
|                  | Tjeckoslovakien | 1    | -      | -     | 1      |
| 11               | Spanien         | -    | 2      | -     | 2      |
|                  | Ungern          | -    | 2      | -     | 2      |
| 13               | Sverige         | -    | 1      | 3     | 4      |
| 14               | Bulgarien       | -    | 1      | 1     | 2      |
|                  | Nederländerna   | -    | 1      | 1     | 2      |
|                  | Norge           | -    | 1      | 1     | 2      |
|                  | Schweiz         | -    | 1      | 1     | 2      |
| 18               | Rumänien        | -    | 1      | -     | 1      |
| 19               | Polen           | -    | -      | 2     | 2      |
| 20               | Österrike       | -    | -      | 1     | 1      |